# Chuantan (köpinghuvudort i Kina, Jiangxi Sheng, lat 29,24, long 114,67)
Chuantan är en köpinghuvudort i Kina. Den ligger i provinsen Jiangxi, i den sydöstra delen av landet, omkring 130 kilometer nordväst om provinshuvudstaden Nanchang. Antalet invånare är 27 621. Befolkningen består av 13 428 kvinnor och 14 193 män. Barn under 15 år utgör 19,0 %, vuxna 15-64 år 72 %, och äldre över 65 år 7,0 %.
Runt Chuantan är det ganska tätbefolkat, med 160 invånare per kvadratkilometer. Chuantan är det största samhället i trakten. I omgivningarna runt Chuantan växer huvudsakligen savannskog.
Genomsnittlig årsnederbörd är 2 238 millimeter. Den regnigaste månaden är maj, med i genomsnitt 386 mm nederbörd, och den torraste är januari, med 46 mm nederbörd.